# Hersenspoeling
Hersenspoelen (van het Engelse brainwashing) is een methode waarbij bij een persoon de oude gedachte- en ideeënpatronen, inclusief zijn normen-en-waardenstelsel, worden uitgewist en vervangen door nieuwe ("herprogrammeren"). Het begrip hersenspoelen heeft geen wetenschappelijke basis en het gedachtegoed erachter is verworpen door de American Psychological Association.

## Geschiedenis
Het woord ontstond in 1951. 21 Amerikaanse soldaten die in de Koreaanse Oorlog krijgsgevangen waren gemaakt door de Chinezen, gaven te kennen dat ze niet meer terug naar de Verenigde Staten wilden, maar in China wilden blijven. Veel Amerikanen waren geschokt: hoe kon een Amerikaan het communisme verkiezen boven de American dream? Journalist en CIA-beambte Edward Hunter had het antwoord: hij schreef het boek Brain Washing In Red China, waarin hij de Chinezen ervan beschuldigde via allerlei technieken het normen-en-waardenpatroon van de soldaten te hebben "uitgewist". Deze theorie werd door veel Amerikanen voor juist gehouden. De aanhangers dachten dat het menselijk brein als een floppydisk kon worden gewist en geherprogrammeerd. Dat 90.000 van de 170.000 Noord-Koreaanse en Chinese krijgsgevangenen niet meer terug wilden, werd gemakshalve "vergeten".

## Indoctrinatie
Hersenspoeling wordt soms gebruikt in de zin van indoctrinatie. Bij indoctrinatie ligt de nadruk op het kritiekloos overtuigen van doelgroepen of personen. Het begrip heeft dezelfde negatieve bijklank als hersenspoeling, maar is beter geworteld in de realiteit. De meest gebruikte is een persoon confronteren met een eindeloze stroom van input, in de vorm van lectuur, films en praatsessies die vaak uren of dagen kunnen duren. Doel is de weerstand te overwinnen en de persoon zijn oude denkpatroon te doen loslaten.
Soms worden NLP en reclame ook weleens indoctrinatie genoemd, omdat deze werken met suggestieve technieken, inclusief muziek en film.

## Totalitaire regimes
Totalitaire regimes, zoals nazi-Duitsland en Stalins Sovjet-Unie, leken gebruik te maken van hersenspoeling. Bekend zijn de showprocessen in de Sovjet-Unie, waar de verdachte alle misdaden bekende en zijn rechters smeekte hem ter dood te veroordelen hetgeen prompt gebeurde. Hersenspoeling wordt in de praktijk van totalitaire regimes gelijkgesteld met 'heropvoeding'.
Gehoorzaamheid wordt eerder met angst en met de knoet afgedwongen dan met psychologische technieken. In veel bekende situaties komt er dwang en (lichamelijke en geestelijke) marteling aan te pas. Het onthouden van slaap was een middel dat werd gebruikt in nazi-Duitsland en de Sovjet-Unie, bijvoorbeeld door een sirene in een felverlichte cel. Ook het toedienen van drugs kan helpen de persoon ontvankelijker te maken. Door iemands eetpatroon te verstoren, zal de stofwisseling verstoord worden en de weerstand verzwakken. Dit bereikt men ook door de lichamelijke intimiteit te schenden, bijvoorbeeld door iemand zich te laten uitkleden, of zijn intieme lichaamsdelen te schenden.
Ceauşescu's Securitate had een eigen manier van heropvoeding ontwikkeld. Wanneer iemand zodanig was gemarteld en geïndoctrineerd dat hij zich bij de staat had aangesloten, werd hij gedwongen om een ander, meestal een vriend of familielid, te martelen en hersenspoelen. De persoon was hiermee slachtoffer en dader tegelijk, waardoor de binding met de Securitate sterker werd.
Een andere in communistische landen veel toegepaste methode is die van de zelfkritiek. Men moest een levensgeschiedenis schrijven en die aan de hand van de leer beoordelen en bekritiseren. Dit moest uiteraard vele malen worden herhaald. Hierdoor zou men zijn leven tot dan toe negatief beoordelen en een "nieuwe start" willen maken, door uiteraard de communistische leer volledig te accepteren. Een variant hierop, beoefend door de Rode Khmer, was collectieve (zelf)kritiek: voor een groep diende men zelfkritiek te leveren waarna ook anderen kritiek mochten leveren. Deze zelfkritiek betrof niet slechts de levensgeschiedenis maar ook het dagelijks leven. Mocht een ander iets naar voren brengen dat de persoon zelf niet op tafel had gelegd, dan werd verondersteld dat hij zaken 'verzweeg' en volgde straf.

## Sekten
Later, toen men zich in sekten verdiepte, werd de term weer boven water gehaald. Ouders begrepen niet wat er aan de hand was. Hun zachtaardige zoon of dochter, die op school negens haalde en cum laude zou afstuderen, schreef ineens een brief dat hij of zij niet thuis zou komen omdat hij of zij zulke aardige mensen had ontmoet, of een nieuw geloof had gevonden. Hier moest iets mis zijn. Ze moesten wel gehersenspoeld zijn. Het waren met name de Amerikaanse psycholoog Margaret Singer en de psychiater John Clark, die aan de hand van gesprekken met ex-leden concludeerden dat religieuze sekten in staat zijn deze psychologische technologie toe te passen.
Onderzoek toont echter aan dat het merendeel van sekteleden vrijwillig lid wordt en vrijwillig aan de eigen bekering meewerkt.
Veel sekten hadden een groot verloop, waarbij veel leden het na verloop van tijd weer voor gezien hielden. De meeste leden namen de theorieën voor lief, en waren op zoek naar een warm nest waarin ze zich thuis voelden. Ze wilden als het ware hun kindertijd herbeleven, en niet te veel hoeven nadenken was hen daarbij zeer welkom.

### Deprogrammeren
Als men aanneemt dat iemands gedachten etc. kunnen worden "ge(her)programmeerd", dan is een volgende aanname dat dat proces ook weer hersteld moet kunnen worden: "deprogrammeren". Sinds de jaren 1970 zijn er, in de Verenigde Staten en in Europa, talloze personen die zich in dat herstelproces hebben "gespecialiseerd", waarbij zij sekteleden ontvoeren en aan sessies onderwerpen die erop gericht zijn het denkpatroon van de sekte te vernietigen en het lid zijn "eigen wil" terug te geven. Diverse deprogrammeurs zijn veroordeeld tot gevangenisstraffen of hoge boetes.
De minder gewelddadige variant heet "(cult) exit counselors", waarvan Steven Hassan (zelf ooit lid van de Verenigingskerk) waarschijnlijk de bekendste is. Er zijn talloze boeken verschenen met tactieken die aan de familieleden worden aanbevolen om hun kind, broer, zus of andere bloedverwant aan de klauwen van een sekte te ontrukken.

## Verenigingen
In Nederland werden sommige organisaties of verenigingen zoals studentenverenigingen (ontgroening) hiervan beticht. Studenten worden over het algemeen vrijwillig lid van een vereniging, en kunnen met de ontgroening stoppen wanneer ze willen.

## Moderne cultuur
In het boek 1984 van George Orwell wordt de hoofdpersoon gehersenspoeld. Allereerst wordt hij voortdurend in elkaar geslagen door bewakers. Daarna verschijnt O'Brien ten tonele: in plaats van verzetsheld blijkt hij lid van de Gedachtenpolitie! O'Brien slaat iedere vertrouwde norm en waarde van de hoofdpersoon de grond in. Hij martelt de hoofdpersoon met een machine, en laat hem zelfs twijfelen aan het basisidee dat twee plus twee vier is. Uiteindelijk wordt de hoofdpersoon in kamer 101 met zijn ergste angst geconfronteerd: ratten. Nu is hij volledig gehersenspoeld: alle oude normen, waarden en strijdlust zijn verdwenen, en hij accepteert iedere suggestie van het regime. Sterker nog: hij heeft Big Brother (de dictator) lief.
Een voorbeeld van het toepassen van zelfkritiek in een totalitair systeem is te vinden in de film The Last Emperor, waar Pu Yi in de gevangenis zelfkritiek moet uiten in het kader van zijn 'heropvoeding'.
Het fenomeen deprogrammeren is verfilmd in Holy Smoke.